# انریکو تیرنو گالوان
انریکو تیرنو گالوان (انگلیسی: Enrique Tierno Galván؛ ۸ فوریهٔ ۱۹۱۸ – ۱۹ ژانویهٔ ۱۹۸۶) یک سیاست‌مدار اهل اسپانیا بود.